# Rhaphuma lutarella
Rhaphuma lutarella là một loài bọ cánh cứng trong họ Cerambycidae.